# Seleção Italiana de Futebol Americano
A Seleção Italiana de futebol americano, é a representante no futebol americano da Itália. É controlada pela FIDAF. Eles competiram pela primeira vez a Copa do Mundo de Futebol Americano em 1999. Eles são membros da EFAF.

## Uniformes
| Helmet   |      |           |
| Left arm | Body | Right arm |
| Trousers |      |           |
| Socks    |      |           |
| Casa     |      |           |

| Helmet   |      |           |
| Left arm | Body | Right arm |
| Trousers |      |           |
| Socks    |      |           |
| Fora     |      |           |

## Resultados

### Copa do Mundo
- 1999 : 4° Lugar
- 2003 : Não se classificou
- 2007 : Não se classificou
- 2011 : Não se classificou

### Copa Européia
- 1983 : Campeão
- 1985 : 2° Lugar
- 1987 : Campeão
- 1989 : 4° Lugar
- 1991 : Não se classificou
- 1993 : 2° Lugar
- 1995 : 2° Lugar
- 1997 : 3° Lugar
- 2000 : Não disputou
- 2001 : Não disputou
- 2003 : 2° Lugar - Terceira Divisão
- 2005 : Não disputou
- 2010 : 4° Lugar - Terceira Divisão
- 2013 : 2° Lugar - Terceira Divisão